# Pepe Carvalho
Pour les articles homonymes, voir Carvalho.
Pepe Carvalho est un personnage de fiction créé par l'écrivain Manuel Vázquez Montalbán. Après avoir été enseignant et eu une vie politique assez tourmentée, il devient détective privé à Barcelone. Il est entouré de Biscuter, homme à tout faire et cuisinier rencontré dans les prisons de Lleida (Lérida) et de Charo, son amie, prostituée indépendante à Barcelone. Carvalho n'est pas uniquement détective, il est aussi gastronome et souvent au fourneau. Ses bons repas, même solitaires, commencent invariablement par le choix d'un bon livre à brûler...

## SériePepe Carvalho

### Romans
- Yo maté a Kennedy. Impresiones, observaciones y memorias de un guardaespaldas, 1972 Publié en français sous le titre J'ai tué Kennedy, ou les mémoires d'un garde du corps, Paris, Ch. Bourgois, 1994.
- Tatuaje, 1974 Publié en français sous le titre Tatouage, Paris, Ch. Bourgois, 1990.
- La soledad del manager, 1977 Publié en français sous le titre La Solitude du manager, Paris, Le Sycomore, 1981.
- Los mares del Sur, 1979 (prix Planeta 1979 et grand prix de littérature policière 1981) Publié en français sous le titre Marquises, si vos rivages, Le Sycomore, 1981 ; rééditions ultérieures sous le titre Les Mers du Sud.
- Asesinato en el Comité Central, 1981 Publié en français sous le titre Meurtre au comité central, Paris, Éditions du Seuil, 1982.
- Los Pájaros de Bangkok, 1983 Publié en français sous le titre Les Oiseaux de Bangkok, Paris, Éditions du Seuil, 1987.
- La Rosa de Alejandría, 1984 Publié en français sous le titre La Rose d'Alexandrie, Paris, C. Bourgois, 1988.
- El Balneario, 1986 Publié en français sous le titre Les Thermes, Paris, Ch. Bourgois, 1989.
- El Delantero centro fue asesinado al atardecer, 1988 Publié en français sous le titre Hors jeu, Paris, Ch. Bourgois, 1991.
- Las Recetas de Carvalho, 1989 Publié en français sous le titre Les Recettes de Pepe Carvalho, Paris, Ch. Bourgois, 1996.
- El Laberinto griego, 1991 Publié en français sous le titre Le Labyrinthe grec, Paris, Ch. Bourgois, 1992.
- Sabotaje olímpico, 1993 Publié en français sous le titre Sabotage olympique, Paris, Ch. Bourgois, 1995.
- Roldán, ni vivo ni muerto, 1994 Publié en français sous le titre Roldan ni mort ni vif, Paris, Ch. Bourgois, 1997.
- El Premio, 1996 Publié en français sous le titre Le Prix, Paris, Ch. Bourgois, 1999.
- Quinteto de Buenos Aires, 1997 Publié en français sous le titre Le Quintette de Buenos Aires, Paris, Ch. Bourgois, 2000.
- El hombre de mi vida, 2000 Publié en français sous le titre L'Homme de ma vie, Paris, Ch. Bourgois, 2002.
- Milenio Carvalho, 2004 Publié en français sous le titre Milenio Carvalho, Paris, Ch. Bourgois, 2004.

Par l'écrivain Carlos Zanon:
.

### Recueils de nouvelles
- Historias de fantasmas,1986 Publié en français sous le titre Histoires de fantômes, Paris, Ch. Bourgois, 1993
- Historias de padres e hijos, 1987 Publié en français sous le titre Histoires de famille, Paris, C. Bourgois, 1992
- Tres historias de amor, 1987 Publié en français sous le titre Trois histoires d'amour, Paris, Ch. Bourgois, 1995
- Asesinato en Prado del Rey y otras historias sórdidas, 1987 Publié en français sous le titre Assassinat à Prado del Rey et autres histoires sordides, Paris, Ch. Bourgois, 1994
- Historias de política ficción, 1987 Publié en français sous le titre Histoires de politique fiction, Paris, C. Bourgois, 1990
  - regroupe quatre nouvelles : Assassinat à Prado del Rey ; Rendez-vous avec la mort à Up and down ; Jordi Anfruns, sociologue sexuel ; Le Signe de Zorro ;
- El Hermano Pequeño, 1994 Publié en français sous le titre Le Petit Frère, Paris, Ch. Bourgois, 1998
  - regroupe huit nouvelles : Le Petit Frère ; La Solitude accommodée au rôti de dinde (Conte de Noël) ; L'Exhibitionniste ; Ces années-là ; Le Collectionneur ; Puzzles (Deux hommages à Agatha Christie) : 1. L'Histoire de la grand-mère fusillée, 2. Le Coffret des trois bijoux ; À cause d’une demi-mondaine.

## Adaptations
- 1986 : Le Privé (Las aventuras de Pepe Carvalho), série télévisée
- 1999 : Pepe Carvalho, série télévisée[1]
- 2018 : Pepe Carvalho[2], tome 1 : Tatouage, bande dessinée adaptée par Hernàn Migoya et Bartolomé Segui, éd. Dargaud.

## Prix Pepe-Carvalho
Depuis 2006, le prix Pepe-Carvalho (Premio Pepe Carvalho) est octroyé annuellement à des auteurs de romans policiers pour l'ensemble de leur œuvre. Actuellement (2023), Carlos Zanón, en tant que président, Anna Abella, Lilian Neuman, Esteve Riambau, Rosa Ribas et Daniel Vázquez Sallés sont les membres du jury qui se réunit pour choisir le lauréat. 

### Liste des lauréats
- 2006 : Francisco González Ledesma
- 2007 : Henning Mankell
- 2008 : P. D. James
- 2009 : Michael Connelly
- 2010 : Ian Rankin
- 2011 : Andreu Martín
- 2012 : Pétros Márkaris[3]
- 2013 : Maj Sjöwall[4]
- 2014 : Andrea Camilleri
- 2015 : Alicia Giménez Bartlett
- 2016 : Donna Leon
- 2017 : Dennis Lehane
- 2018 : James Ellroy
- 2019 : Claudia Piñeiro
- 2020 : Juan Madrid
- 2021 : Joyce Carol Oates
- 2022 : Don Winslow
- 2023 : Leonardo Padura
- 2024 : Jo Nesbø[5]
- 2025 : Yasmina Khadra[6]